# Guthrie (Oklahoma)
Guthrie é uma cidade localizada no estado norte-americano de Oklahoma, no Condado de Logan.

## Demografia
Segundo o censo norte-americano de 2000, a sua população era de 9925 habitantes.
Em 2006, foi estimada uma população de 10.924, um aumento de 999 (10.1%).

## Geografia
De acordo com o United States Census Bureau tem uma área de
49,8 km², dos quais 48,4 km² cobertos por terra e 1,4 km² cobertos por água.

## Localidades na vizinhança
O diagrama seguinte representa as localidades num raio de 20 km ao redor de Guthrie.